# Избори за народне посланике Краљевине СХС 1925.
Избори за народне посланике Краљевине СХС 1925. су одржани 8. фебруара 1925.

## Избори
Док се још није знало хоће ли јој бити допуштено да истакне своје кандидате, ХРСС је договорила сарадњу са Хрватским блоком, а преговарала је и са КПЈ, односно са НРПЈ као легалном организацијом. Комунисти су предлагали заједнички излазак на изборима под именом: „Радикално-сељачки републикански блок“, али је у њеном програму виђен провокативни материјал који државни тужилац може да искористи против ХРСС. Зато је ХРСС одбила понуду НРПЈ оптужујући комунисте да желе да искористе сељаке. За то време су радикали покушавали да ослабе ХРСС стварањем нових страначких комбинација. Створена је 1925. године Хрватска народна странка која је од ХРСС требало да отме део бирача. Владајуће странке су у предизборној агитацији мање-више наступале заједно. Радикална и Самостална демократска странка залагале су се за очување постојећег система. Демократска странка поставила је тежиште на рушење Пашићевог режима. Избори су одржани 8. фебруара 1925. године. Владајуће странке Националног блока однеле су победу освојивши укупно 164 мандата, док су остале странке освојиле укупно 151 мандат. Опозиционе странке заједно добиле су 53% посланичких места, док је владајући блок добио око 43%. ХРСС је освојила 67 мандата, а Демократе 37. Посланичка места освојиле су и СЛС, ЈМО, Савез земљорадника. Охрабрена оваквим изборним резултатима, опозиција се удружила у „Блок народног споразума и сељачке демократије“ (ДС; ХРСС; СЛС; ЈМО) чији је први човек био Љубомир Давидовић. Основни услов стварања опозиционог блока било је одступање ХРСС од федеративног уређења и њено прихватање гледишта грађанске опозиције. Споразум опозиције искључивао је сваку сарадњу са радикалима. 

## Резултати
| Странке/Коалиције                                                            | Странке/Коалиције                                                            | Гласови   | %    | Посланици |
| ---------------------------------------------------------------------------- | ---------------------------------------------------------------------------- | --------- | ---- | --------- |
| Народна радикална странка                                                    | Народна радикална странка                                                    | 702,573   | 28,8 | 142       |
| Хрватска републиканска сељачка странка                                       | Хрватска републиканска сељачка странка                                       | 546,430   | 22,4 | 67        |
| Југословенска демократска странка                                            | Југословенска демократска странка                                            | 286,884   | 11,8 | 36        |
| Самостална демократска странка                                               | Самостална демократска странка                                               | 117,953   | 4,8  | 22        |
| Словеначка народна странка                                                   | Словеначка народна странка                                                   | 123,813   | 5,1  | 20        |
| Југословенска муслиманска организација                                       | Југословенска муслиманска организација                                       | 152,097   | 6,2  | 15        |
| Југословенска републиканска странка                                          | Југословенска републиканска странка                                          | 20,773    | 0,9  | 5         |
| Немачка странка Југославије                                                  | Немачка странка Југославије                                                  | 45,117    | 1,8  | 5         |
| Савез земљорадника                                                           | Савез земљорадника                                                           | 110,287   | 4,5  | 3         |
| Црногорска федералистичка странка                                            | Црногорска федералистичка странка                                            | 8,873     | 0,4  | 3         |
| Национални блок - Народна радикална странка - Самостална демократска странка | Национални блок - Народна радикална странка - Самостална демократска странка | 210,843   | 9,6  | 2         |
| Независна сељачка партија                                                    | Независна сељачка партија                                                    | ?         | ?    | 1         |
| Социјалистичка партија Југославије                                           | Социјалистичка партија Југославије                                           | 23,469    | 1,0  |           |
| Укупно                                                                       | Укупно                                                                       | 2,437,597 |      | 315       |